# Glaciar Albanus
El glaciar Albanus ( 85°52′S 151°0′O ), también conocido como glaciar Phillips , es un glaciar de la Antártida. Mide 46 km de largo que fluye hacia el oeste a lo largo del lado sur de las montañas Tapley para ingresar al glaciar Scott justo al norte del monte Zanuck, en las montañas Reina Maud en la Antártida. Fue descubierto en diciembre de 1934 por el grupo geológico de la Expedición Antártica Byrd bajo la dirección de Quin Blackburn. Byrd lo nombró por Albanus Phillips, Jr. , presidente de Phillips Packing en Cambridge, Maryland, patrocinador y proveedor de provisiones para sus expediciones antárticas de 1928–30 y 1933–35.